# Roy Wegerle
Roy Wegerle, född 19 mars 1964, är en amerikansk-sydafrikansk före detta fotbollstränare och professionell fotbollsspelare som spelade offensiv mittfältare och anfallare för fotbollsklubbarna Tampa Bay Rowdies, Arcadia Shepherds, Chelsea, Swindon Town, Luton Town, Queens Park Rangers, Blackburn Rovers, Coventry City, Colorado Rapids (han var ett också spelande tränare för Rapids under en tidsperiod), D.C. United och Tampa Bay Mutiny mellan 1983 och 1998. Han vann 1997 års MLS Cup med D.C. United. Wegerle spelade också 43 landslagsmatcher för det amerikanska fotbollslandslaget mellan 1992 och 1998.